# 리딩예시

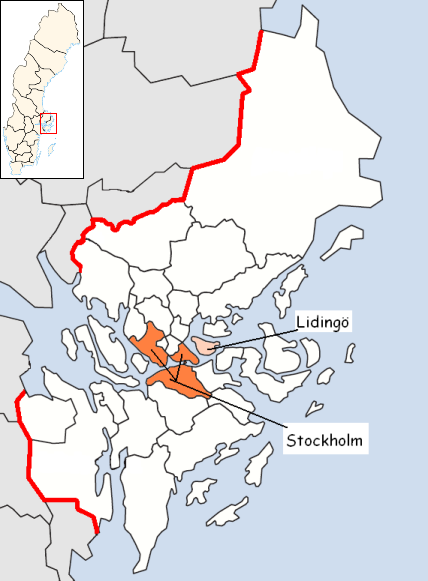
리딩예 시의 위치

리딩예시(스웨덴어: Lidingö kommun)는 스웨덴 스톡홀름주에 위치한 지방 자치체로 행정 중심지는 리딩예이며 면적은 51.05km2, 인구는 46,853명(2016년 12월 31일 기준), 인구 밀도는 920명/km2이다.

시 문장